# Borland Pascal
Borland Pascal ist die für den professionellen Einsatz erweiterte Variante von Turbo Pascal, einer integrierten Entwicklungsumgebung (IDE) für die Programmiersprache Pascal der Firma Borland.
In der letzten Version 7.0 von 1992, die später durch Delphi 1.0 abgelöst wurde, waren u. a. folgende Programme enthalten:
- Turbo Pascal 7.0 (Real Mode)
- Borland Pascal 7.0 (erweiterter Funktionsumfang der Entwicklungsumgebung; u. a. DPMI-Unterstützung)
- Turbo Pascal für Windows 1.5 (16-Bit-Anwendungen für Windows 3.x)
- Turbo Assembler 3.2
- Turbo Debugger 3.2
- Turbo Profiler 2.2

Mit diesem Programmpaket hatte der professionelle Entwickler damals umfangreiche Tools zur Entwicklung auch größerer Programme für die PC-Plattform. Sowohl DOS (Turbo und Borland Pascal) als auch Windows 3.1 (die damals aktuelle Windows-Version) wurden damit unterstützt.